# Notre Dame d'Ukraine: Українка в конфлікті міфологій
«Notre Dame d'Ukraine: Українка в конфлікті міфологій» (2007) — найвідоміша праця Оксани Забужко в жанрі нон-фікшн.
В цій книзі вона переосмислює сприйняття і творчість іншої відомої українки — Лариси Косач-Квітки. Про Лесю Українку читати цікаво передовсім тому, що культурна спадщина, яку вона нам залишила, все ще є дуже і дуже недооціненою. В книзі ми можемо насолодитись добре відомим стилем Оксани Забужко, з реченнями на три сторінки та довжелезними примітками, але також варто додати, що, все-таки, це якісний і ґрунтовний аналіз творчості Лариси Косач-Квітки, високо оцінений критиками.
Книга, наповнена фрагментами листів та спогадами сучасників, дозволяє нам краще зрозуміти особистість відомої письменниці та контекст, що її оточував.
Книжка присвячена
Соломії Павличко, якій авторка 1999 року пообіцяла написати таку книжку.
Оксана Забужко у пролозі вказує:
«Цю книжку можна вважати заключною частиною моєї „дослідницької трилогії“ — п'ятнадцятилітнього, завдовжки якраз в історію української незалежности, „інтелектуального роману“ авторки з класиками, перші дві частини якого, присвячені І. Франкові й Т. Шевченку, побачили світ, відповідно, 1992 й 1997 року.»
Мова йде про такі дві її книжки: «Філософія української ідеї та європейський контекст: Франківський період» (1992) та «Шевченків міф України: Спроба філософського аналізу» (1997).

## Структура та анотація до книжки
Видання 2007 року має обсяг 640 сторінок. Зміст книжки такий: 
```
Пролог
Дорожня мапа: розділ за розділом
І. «Одинокий мужчина» чи Велика Хвора? Культурна презентація героїні: тіло як текст
II. Міфологічна пригода жінки-Орфея і любовний дискурс: конфлікт інтерпретацій
III. Історія єресі—І. Містичний шлюб і «релігія любови»
IV. Історія єресі—II. У пошуках абсолюту. Фауст-мужчина і Фауст-жінка
V. Лицарі під заборолом: народники чи шляхта? (До генези української інтеліґенції)
VI. «Тайна імени». Історія ордену: символ віри
VII. Історія ордену: фінал. Герб лілеї. Notre Dame Dolorosa і її помста
VIII. Наша Славна Жірондистка: релігійна альтернатива в секулярну добу. Вступ до історії хамократії
Епілог
Покажчик імен
Про автора Ілюстрації
Примітки (до електронної версії)
```

Анотація до книги:
Хто ми — Україна чи Малоросія? Європа чи Росія? Чи українська релігійність — це те саме, що візантійське православ’я? Чи й справді українці — «селянська нація»? Яку таємницю берегли «таємні товариства» малоросійських дворян ХІХ століття? Звідки в «Лісовій пісні» зашифрована легенда про Грааль? Що є демократія, а що — хамократія? У чому полягав модерний «український проект», і чи вдалося нам його реалізувати?..
Одна з найвідоміших книг Оксани Забужко, вперше видана 2007 року й відзначена багатьма престижними нагородами, пропонує читачеві вражаючу інтелектуальну подорож крізь віки, культури й конфесії в пошуках «України, яку ми втратили». Ключем до неї стає міф Лесі Українки — найгірше прочитаної і найдраматичніше недооціненої письменниці з пантеону наших національних класиків.

Книжка - це філософсько-літературознавче дослідження творчості Лесі Українки. 
Авторка запитує: чому саме Леся Українка стала єдиною жінкою, яку українці погодилися визнати "великою"? У чому її "архетипова функція" як національної героїні, за яким алгоритмом відбулася її героїзація, які потреби "колективного несвідомого" вона задовольняє - словом, "за що ми любимо Лесю"?
У пошуках відповіді на це запитання Забужко стосується безлічі найрізноманітніших тем: теми кохання та смерті в мистецтві, співвідношення хвороби та творчості, образ тіла в радянській культурі, гностичні "єресі" та суфізм, відмінності між українським і російським народництвом, європейське лицарство і культ Прекрасної Дами, протистояння революції, і це далеко не повний перелік.
Здається, що "надто багато"? Але Забужко складає з цього різноманіття тем єдиний пазл і розкриває культурні коди Лесі Українки, вже втрачені і з першого погляду незрозумілі навіть освіченим сучасникам.
У цій колосальній роботі Оксана Забужко використовує (зокрема) феміністську методологію. Я б сказала, що це чудовий зразок феміністської літературної критики.
Особливо цікава тема "жіночої релігії" та жіночого божества, яка проходить через усю книгу. Забужко вважає Українку жінкою-єресіархом, і у цій ролі – продовжувачкою давньої традиції "жіночої релігії".

## Нагороди та відзнаки[5]
- 2007 — Гран-прі Всеукраїнського рейтингу «Книжка року 2007»
- 2008 — Перша премія з літератури Союзу українок Америки
- 2008 — переможець конкурсу "Краща українська книжка року" журналу «Корреспондент»
- 2008  —  за роботу загалом і конкретно за книгу про Лесю Українку «Notre Dame d'Ukraine: Українка в конфлікті міфологій» Оксані Забужко була присуджена  Премія Міжнародної Фундації Омеляна і Тетяни Антоновичів [6]